# You Can Dance
You Can Dance é o primeiro álbum de remixes da artista musical estadunidense Madonna. Foi lançado nos Estados Unidos em 18 de novembro de 1987 através da Sire Records e da Warner Bros. Records. Contém remixes de dez faixas dos três primeiros álbuns de estúdio de Madonna, Madonna (1983), Like a Virgin (1984) e True Blue (1986). Também apresenta a faixa inédita "Spotlight", que não entrou no álbum True Blue. Na década de 1980, remix era um novo conceito tecnológico, em que uma frase vocal poderia ser infinitamente copiada, repetida, picada, transposta para cima e para baixo na altura e conter ecos, reverberações e notas graves ou agudas. Madonna se interessou no conceito, e observou que odiava quando outras pessoas remixavam suas canções. Com isto, ela mesma decidiu remixar as canções.
Madonna contatou seu amigo e DJ John "Jellybean" Benitez para remixar suas faixas, e também contou com a ajuda de Patrick Leonard, produtor de True Blue. As faixas de You Can Dance apresentam técnicas de mixagem típicas da época. Passagens instrumentais foram alongadas para as faixas, o que prejudicou a estrutura mais forte da versão original das músicas. Frases vocais foram repetidas e submetidas a vários ecos, sendo garimpadas em sons estereofônicos. Em certos pontos, quase nenhuma faixa é ouvida, exceto a bateria, e em outros pontos, os tambores são removidos apenas com o chimbau sendo mantido para continuar com a duração da faixa. A capa de You Can Dance apresenta a fascinação contínua de Madonna com a cultura latino-americana. No entanto, as fotos da capa, foram feitas no final de 1986 durante a sessão de fotos para o single "La Isla Bonita".
Críticos musicais deram opiniões mistas ao álbum, com alguns elogiando sua produção e citando que é um disco essencial para boates, e outros avaliadores criticaram negativamente a repetição de frases. Depois de seu lançamento, You Can Dance conseguiu posicionar-se entre os vinte álbuns mais vendidos em todas as tabelas musicais em que conseguiu entrar, nomeadamente na Alemanha, na Austrália, na Áustria, no Canadá, na França e no Japão. Nos Estados Unidos, tornou-se o primeiro lançamento de Madonna a não atingir as dez primeiras ocupações da Billboard 200, atingindo a décima quarta posição. Apesar disso, o álbum vendeu mais de cinco milhões de cópias mundialmente, tornando-se o segundo álbum de remixes mais vendido de todos os tempos. "Spotlight" serviu como o primeiro e único single do disco no Japão, mas conseguiu entrar em compilações genéricas da Billboard por ter sido promovida apenas em rádios nos Estados Unidos.

## Antecedentes

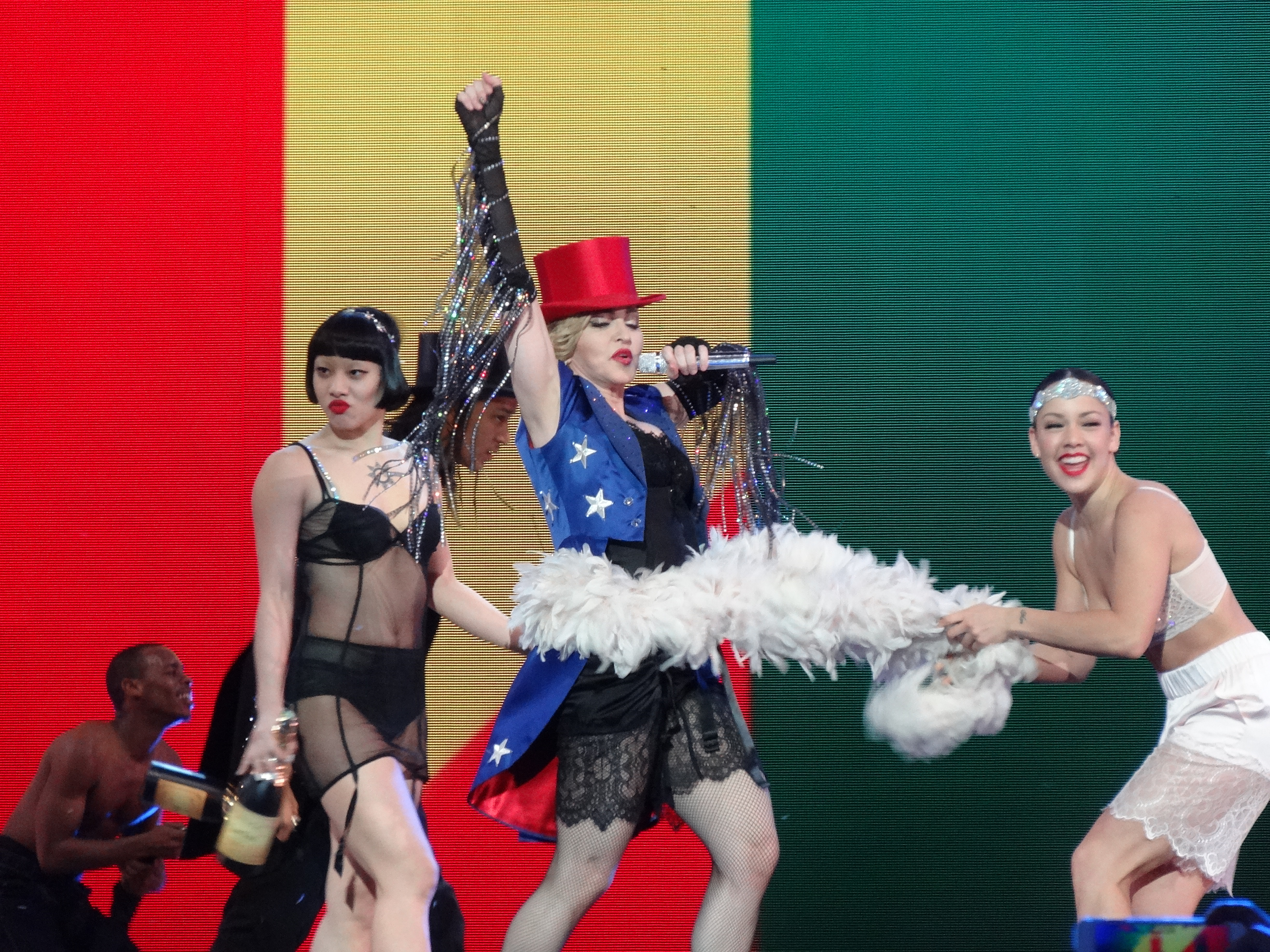
Madonna e seus dançarinos durante a apresentação de "Holiday", uma das músicas remixadas para You Can Dance, na turnê Rebel Heart Tour (2015–16).

Em novembro de 1987, a Warner Bros. Records encomendou o lançamento de You Can Dance — a primeira coletânea de Madonna —, que foi destinado ao segmento dance de seu público. Era um álbum que contém sete músicas de Madonna em formato remixado, que ainda era um conceito revolucionário na década de 1980. Em meados dos anos oitenta, a música dance pós-disco era extremamente popular e o conceito de remix foi amplamente considerado como uma nova direção musical. Vários artistas remixavam suas faixas e as compilavam para criar novos álbuns. A mixagem era um processo interpretativo, onde o artista estava geralmente envolvido, mas o desenvolvimento era geralmente cuidado pelo produtor musical. As diferentes partes de uma canção, incluindo os vocais, vocais de apoio, guitarras, baixo, sintetizadores, bateria eletrônica — todas estas partes passavam pelo processo de mixagem, soando diferentemente de sua versão original. A mixagem determinava quão alto esses instrumentos iriam soar em relação uns aos outros e quais efeitos sonoros especiais deveriam ser adicionados a cada instrumento. As melhorias nas tecnologias de estúdio significava a possibilidade de dar forma ao som de uma faixa de qualquer forma, depois de ter sido gravada. Os arranjos em si foram criados na fase de mixagem, ao invés de serem previamente criados. Uma frase vocal poderia ser infinitamente copiada, repetida, picada, transposta para cima e para baixo na altura e conter mais eco, reverberação e notas graves ou agudas. Este conceito intrigou a cantora enquanto ela estava desenvolvendo seu terceiro álbum de estúdio True Blue (1986). Ela disse:
| “ | Eu odeio quando as pessoas fazem mixagens originais de minhas canções. Eu não quero ouvir como a minha música mudou. Eu não sei que eu gosto disso, as pessoas acabando com as minhas canções. O júri não quer saber disso para mim. Mas os fãs gostam disso, e realmente, este [trabalho] foi para os fãs, para as crianças que queriam ouvir essas músicas em uma forma nova [nas festas]. | ” |

Ela apresentou à Warner Bros. a ideia de lançar suas canções em um formato completamente remixado. Do ponto de vista da gravadora, a ascensão do remix foi uma benção comercial, pois significava ganhar mais dinheiro com o mesmo pedaço musical. Em vez de pagar Madonna para ir ao estúdio e gravar faixas diferentes, eles descobriram que permitindo-lhe gravar as mesmas faixas em diferentes formatos era muito menos dispendioso. Assim, a gravadora decidiu lançar o álbum, mas deu liberdade total para Madonna escolher os produtores com quem ela queria desenvolver os remixes.

## Desenvolvimento
"Remixar é uma forma de criatividade secundária. A dance music eleva o DJ e o mixer a estar quase no mesmo nível do músico. Na minha opinião, isso é falso. A manipulação de fontes sonoras pré-gravadas pode ser criativa em um sentido secundário, e pode ser válida em seu próprio campo, mas é pseudo-musicalidade. É por isso que tentamos ter uma nova abordagem para as músicas de You Can Dance, como se estivéssemos desenvolvendo e compondo-as pela primeira vez.

— Patrick Leonard falando sobre trabalhar no álbum.
Madonna se voltou para seu velho amigo e produtor John "Jellybean" Benitez para ajudá-la a remixar as músicas, e também contou com a ajuda de Patrick Leonard, o produtor de True Blue. Juntos, eles escolheram seis músicas antigas de Madonna e decidiram dar uma forma remixada. As músicas escolhidas foram "Holiday", "Everybody" e "Physical Attraction" de Madonna (1983), "Into the Groove" e "Over and Over" de Like a Virgin (1984) e por último, "Where's the Party" de True Blue. Junto com as faixas pré-lançadas, uma música nunca antes lançada chamada "Spotlight" foi incluída como um bônus. Madonna disse que ela se inspirou na música "Everybody Is a Star" (1970), da banda de rock americana Sly and the Family Stone. Escrito por Madonna, Stephen Bray e Curtis Hudson, "Spotlight" foi originalmente gravado durante as de gravação True Blue. Foi retirado do álbum porque Madonna sentiu que era semelhante em composição e estrutura de "Holiday".
Depois que a remixagem das músicas começou, Benitez observou: "Nós decidimos sobre questões básicas como 'O quão alto deve ser a bateria? Quanto os vocais devem se destacar?' Estas são decisões criativas que vão mudar a música finalizada." Shep Pettibone, um dos produtores do álbum comentou que "normalmente, sem alguma música para trabalhar, o remixer não tem nada. Mas nós já tínhamos o catálogo de músicas dançantes de Madonna que era material suficiente para a vida toda." As mixagens de You Can Dance mostraram uma série de técnicas típicas de mixagem. Os instrumentais foram aumentados para aumentar o tempo de dança, o que prejudicou a estrutura mais apertada da música pop original. Frases vocais foram repetidas e submetidas a múltiplos ecos, percorridas pelas saídas de som estereofônicas. Em certos pontos, quase nenhuma música é ouvida, exceto os tambores e, em outros, os tambores são removidos com apenas o chimbal para manter o tempo.

## Composição
Segundo Rikky Rooksby, autor do The Complete Guide to the Music of Madonna, "as melhorias na tecnologia dos estúdios de gravação significavam que as possibilidades de modelar o som após a gravação eram quase ilimitadas". Essa possibilidade foi aplicada às composições e remixes de You Can Dance. Anteriormente, para alterar o som de um instrumento ou para pular de um som para outro, as gravações pararam de tocar o instrumento e as percussões naquele ponto. Mas para os remixes de You Can Dance, eles aplicaram a nova tecnologia de transição, onde simplesmente removeram ou emitiram um som quando queriam que fosse ouvida. A primeira música, "Spotlight", começa com o som de percussão, sintetizadores e aplausos, seguida por Madonna cantando a frase "Spotlight, shine bright". Após o primeiro verso, o som do teclado é ouvido durante o refrão. Continua da mesma maneira durante o segundo verso, seguido de um interlúdio com vozes de eco e um segmento de piano e violino. Madonna segue a melodia do piano e canta as palavras "Pa-da-pa-da-pappa pappa pa pa" no mesmo ritmo. Com sua letra, Madonna lembra ao público que "todo mundo é uma estrela" e que, se você quer ser famoso e estar "sob os holofotes", deve cantar sobre isso e talvez um dia isso se torne realidade. De acordo com a partitura publicada no SheetMusicPlus.com, a música é definida no compasso 4/4, com um ritmo de 100 batimentos por minuto. É composto na clave de fá maior com a voz de Madonna abrangendo desde as notas dó5 a si menor♭. Segue a progressão harmônica lá menor-dó–lá menor–dó–sol–fá.
A segunda faixa é "Holiday", que Benitez disse que sempre quis remixar: "Há novos sons no remix de 1987, mas tinha um ritmo que não precisava ser aprimorado". Ele acentuou o som do violão na faixa, adicionou um interlúdio de piano e uma seção intermediária com apenas percussões. A mixagem "Everybody" começa com quatro repetições do gancho e segue um arranjo com um ritmo centrado. Como "Holiday", a seção do meio de "Everybody" inclui um interlúdio de bateria e um sintetizador de fundo. Ecos foram adicionados à palavra "dance" e sua velocidade diminuiu continuamente para o interlúdio, passando gradualmente para o verso intermediário. No final, as percussões param, deixando Madonna repetindo a frase "get up and do your thing", que se estende até a introdução da próxima faixa, "Physical Attraction". Ela começa com seu arranjo original, até o oitavo meio, onde a composição muda. No final da faixa, um som desconcertante é ouvido, e depois de um tempo aumenta seu volume para dar lugar a "Over and Over". O remix de "Into the Groove" tem repetições contínuas da frase "c'mon". O primeiro verso não começa até depois de 90 segundos do remix. Depois que a linha "Now I know you're mine" é cantado pela primeira vez, há um intervalo de percussão e as frases "step to the beat" e "c'mon" são repetidas. O último verso incorpora vozes com ecos, com uma sobreposição de frases. A música termina com uma instrumentação de congas, assobios e tímpanos, dando um estilo semelhante à música mexicana.

## Análise da crítica
| Críticas profissionais | Críticas profissionais |
| Avaliações da crítica  | Avaliações da crítica  |
| Fonte                  | Avaliação              |
| ---------------------- | ---------------------- |
| Allmusic               | [ 10 ]                 |
| Chicago Tribune        | (positiva)             |
| Robert Christgau       | (A–)                   |
| Miami Herald           | (positiva)             |
| Rolling Stone          | [ 14 ]                 |
| USA Today              | (mista)                |
| The Washington Post    | (positiva)             |

Após o seu lançamento, o You Can Dance recebeu análises variadas e positivas dos críticos de música. Stephen Thomas Erlewine, da AllMusic, disse que "[You Can Dance] mantém a atenção em seu primeiro álbum, adicionando singles que não aparecem em nenhum LP como "Into the Groove", junto com a faixa adicional de "Where's the Party". Por ser um álbum de dance, não importa que "Holiday" e "Into the Groove" apareçam duas vezes, cada um com sua versão em dub, porque os ritmos e a música essenciais são bem diferentes em cada encarnação. É verdade que agora alguns desses sons parecem antigos — eles são misturas claramente estendidas de meados da década de 1980 —, mas isso faz parte do charme e tudo junto permanece muito bom. Não é essencial, mas é divertido". Robert Christgau considerou que "os efeitos, repetições, interlúdios segues adicionado por uma equipe de remixers estrela [...] em adição a música nova, desta vez as músicas não surgem, você chega e você for pego." Ele também argumentou que You Can Dance lembra à platéia que, antes da MTV, "eu amava o jeito que ela soava". O escritorJ. Randy Taraborrelli observou que "You Can Dance esclareceu um ponto-chave sobre Madonna. Enquanto evoluía para uma estrela pop séria, musicalmente ainda sabia como fazer a melhor festa". Além disso, ele destacou os remixes de "Holiday", "Everybody", "Physical Attraction" e "Into the Groove" como os melhores.
Timothy Green, do The Miami Herald, disse que "[o álbum] tem um bom ritmo e você pode dançar com ele. O novo material de Madonna não é realmente novo, mas uma coleção de sucessos dançantes, remixados pelo domínio de DJ nessa arte peculiar de pegar o trabalho de um artista, faixa por faixa, e reconstruí-lo. A maioria dessas mixagens se torna singles de 12", e You Can Dance é basicamente uma compilação delas. Esses remixes soam frescos e nos dão um novo visual dessas músicas já famosas e populares". Jan DeKnock do Chicago Tribune ficou impressionado com o álbum e o descreveu como "calculado". No entanto, Daniel Brogan, do mesmo jornal, elogiou o lançamento e mencionou: 'Madonna trouxe uma nova alegria para as pessoas que compram presentes para o Natal, já que o You Can Dance é cheio de diversão, uma rápida retrospectiva que varrerá as pistas de dança até o ano novo". Richard Harrington, do The Washington Post, definiu o álbum como "uma coleção energética de remixes de dança estendidos, que certamente estarão entre os mais tocados durante festas de massa em toda a cidade". Finalmente, John Milward, do USA Today, sentiu que "embora os remixes pareçam um pouco exaustivos, ainda assim é hora de comemorar com o álbum de Madonna".

## Promoção
"Spotlight" foi lançado como o único single do álbum no Japão em 25 de abril de 1988. Não foi oficialmente lançado como single nos Estados Unidos; portanto, não era elegível no momento para aparecer na Billboard Hot 100. Mesmo assim, conseguiu reunir airplay suficiente para aparecer na pesquisa Hot 100 Airplay da publicação, no início de 1988. Ele estreou em 37 no chart Airplay na edição de 16 de janeiro de 1988. Após três semanas, "Spotlight" alcançou um pico de 32, mas caiu para 40 na semana seguinte antes de sair da tabela. A música foi lançada comercialmente no Japão em 25 de abril de 1988. "Spotlight" alcançou o número 68 na parada semanal de singles da Oricon, permanecendo na parada por cinco semanas. Ele também figurou na tabela de singles internacionais da Oricon, atingindo um pico de três em 19 de maio de 1988, permanecendo na parada por dez semanas.

## Alinhamento de faixas
| You Can Dance – Edição Vinil |                       |                                    |                                                      |         |  |
| N.º                          | Título                | Compositor(es)                     | Produtor(es)                                         | Duração |  |
| 1.                           | "Spotlight"           | Madonna Stephen Bray Curtis Hudson | Bray John "Jellybean" Benitez [a]                    | 6:23    |  |
| 2.                           | "Holiday"             | Hudson Lisa Stevens                | Benitez                                              | 6:32    |  |
| 3.                           | "Everybody"           | Madonna                            | Mark Kamins Bruce Forest [a] Frank Heller [a]        | 6:43    |  |
| 4.                           | "Physical Attraction" | Reggie Lucas                       | Lucas                                                | 6:20    |  |
| 5.                           | "Over and Over"       | Madonna Bray                       | Nile Rodgers Steve Thompson [a] Michael Barbiero [a] | 7:11    |  |
| 6.                           | "Into the Groove"     | Madonna Bray                       | Madonna Bray Shep Pettibone [a]                      | 8:26    |  |
| 7.                           | "Where's the Party"   | Madonna Bray Patrick Leonard       | Madonna Leonard Bray Pettibone [a]                   | 7:16    |  |

| You Can Dance – Edição em CD |                                  |                      |                                    |         |  |
| N.º                          | Título                           | Compositor(es)       | Produtor(es)                       | Duração |  |
| 8.                           | "Holiday" (Versão Dub)           | Hudson Stevens       | Benitez                            | 6:56    |  |
| 9.                           | "Into the Groove" (Versão Dub)   | Madonna Bray         | Madonna Bray Pettibone [a]         | 6:23    |  |
| 10.                          | "Where's the Party" (Versão Dub) | Madonna Bray Leonard | Madonna Leonard Bray Pettibone [a] | 6:20    |  |

| You Can Dance – Edição Cassete |                                |         |  |
| N.º                            | Título                         | Duração |  |
| 1.                             | "Spotlight"                    | 6:23    |  |
| 2.                             | "Holiday"                      | 6:32    |  |
| 3.                             | "Everybody"                    | 6:43    |  |
| 4.                             | "Physical Attraction"          | 6:20    |  |
| 5.                             | "Spotlight" (Versão Dub)       | 4:50    |  |
| 6.                             | "Holiday"                      | 6:56    |  |
| 7.                             | "Over and Over"                | 7:16    |  |
| 8.                             | "Into the Groove"              | 8:26    |  |
| 9.                             | "Where's the Party"            | 6:23    |  |
| 10.                            | "Over and Over" (Versão Dub)   | 6:45    |  |
| 11.                            | "Into the Groove" (Versão Dub) | 6:23    |  |

Notas
- ↑a  significa um produtor adicional

## Desempenho comercial

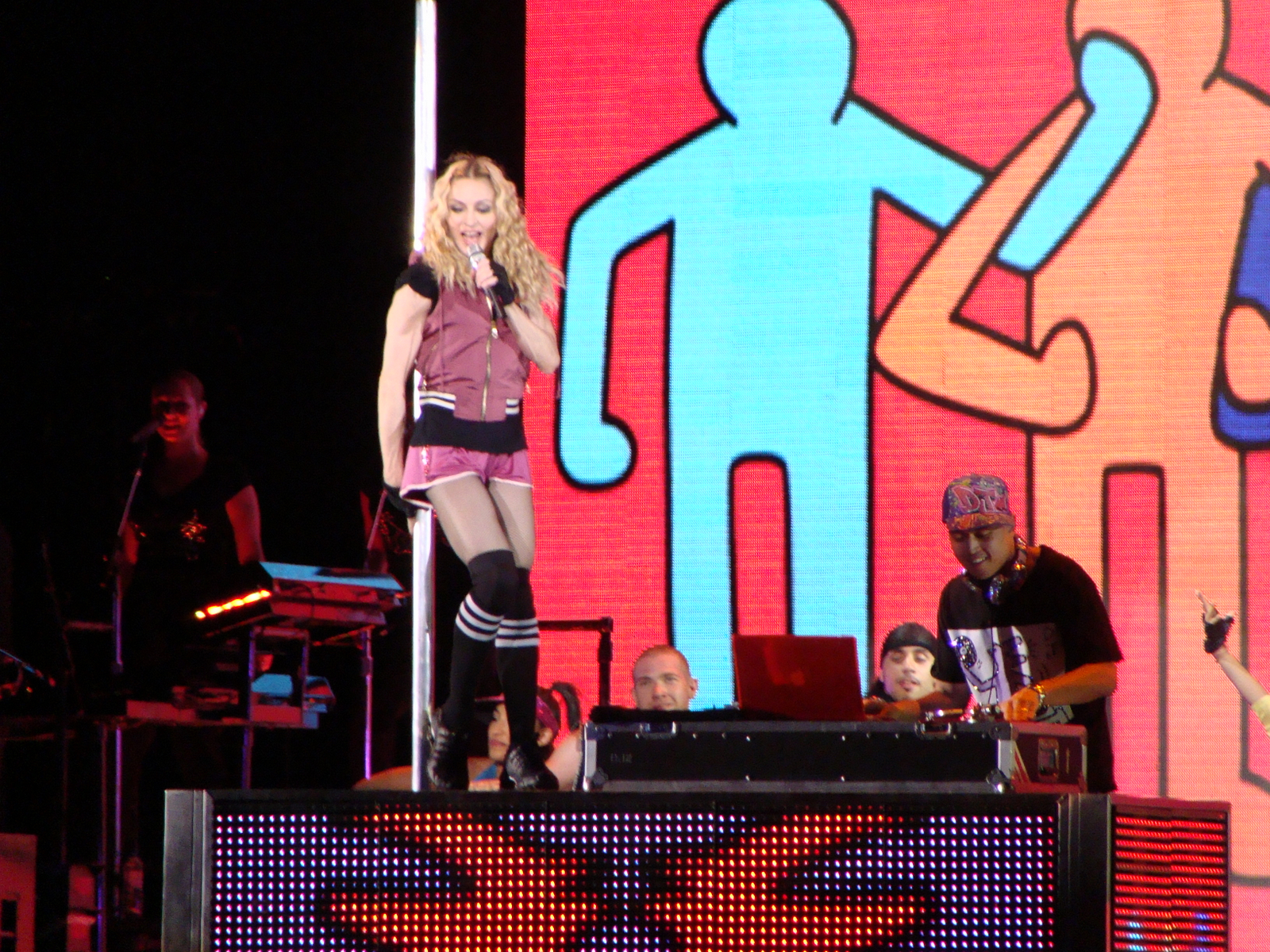
Madonna performando "Into the Groove" na Sticky & Sweet Tour. O remix foi publicado como um single promocional para You Can Dance.

Nos Estados Unidos, You Can Dance foi lançado em 18 de novembro de 1987 e atingiu o pico do número 14 na Billboard 200. Os cortes do LP estreou no número 41 na tabela Dance Music/Club Play, e subiu para o número 17 na semana seguinte. Os cortes do LP finalmente chegaram ao topo da tabela dance, tornando-se o sétimo número de entrada de Madonna. O álbum foi certificado de platina entregue pela Recording Industry Association of America (RIAA) (RIAA) pela comercialização de um milhão de cópias nos Estados Unidos.
No Canadá, o álbum estreou no número 55 na tabela de álbuns da RPM em 5 de dezembro de 1987. Após cinco semanas, alcançou o pico do número 11 na tabela. Ele esteve presente por um total de 21 semanas nessa tabela. Na Austrália, o You Can Dance estreou no número 15 na tabela de álbuns do Kent Music Report e alcançou o número 13. Foi certificado de platina pela Associação Australian Recording Industry Association (ARIA) pela comercialização de 70,000 cópias do álbum. You Can Dance atingiu o pico de número quatro na Nova Zelândia.
No Reino Unido, o You Can Dance foi lançado em 28 de novembro de 1987 e entrou na UK Albums Chart e alcançou o número cinco. Foi o quinto álbum de Madonna entre os dez primeiros em um total de 16 semanas na tabela, e foi certificado como platina pela British Phonographic Industry (BPI) pela comercialização de 300,000 cópias do álbum. O álbum re-entrou na tabela no número 69, em 4 de março de 1995, após ser lançado a preço médio no Reino Unido. Em toda a Europa, o álbum alcançou o número seis na European Top 100 Albums, e os cinco primeiros na Noruega e nos Países Baixos, enquanto esteve entre os vinte primeiros da  Alemanha, Áustria, Espanha, Suécia e Suíça. You Can Dance também alcançou o número dois na França e liderou as paradas na Itália. Em todo o mundo, vendeu cinco milhões de cópias, tornando-se o segundo álbum de remixes mais vendido de todos os tempos.

### Tabelas semanais
| Tabela musical (1987–2022)                   | Melhor posição |
| -------------------------------------------- | -------------- |
| Alemanha (GfK Entertainment Charts)          | 13             |
| Argentina (CAPIF)                            | 7              |
| Austrália (Kent Music Report)                | 13             |
| Áustria (Ö3 Austria Top 40)                  | 13             |
| Canadá (RPM)                                 | 11             |
| Brasil (NOPEM)                               | 4              |
| Croácia Internacional (HDU)                  | 3              |
| Dinamarca (Hitlisten)                        | 69             |
| Espanha (PROMUSICAE)                         | 16             |
| Escócia (OCC)                                | 59             |
| Estados Unidos (Billboard 200)               | 14             |
| Estados Unidos (Hot Dance Music/Club Play)   | 1              |
| Estados Unidos (Top Dance/Electronic Albums) | 13             |
| Europa (European Top 100 Albums)             | 6              |
| Finlândia (Suomen virallinen lista)          | 6              |
| França (SNEP)                                | 2              |
| Hungria (MAHASZ)                             | 29             |
| Islândia (Tónlist)                           | 5              |
| Itália (FIMI)                                | 1              |
| Japão (Oricon)                               | 5              |
| Noruega (VG-lista)                           | 5              |
| Nova Zelândia (Recorded Music NZ)            | 4              |
| Países Baixos (MegaCharts)                   | 6              |
| Reino Unido (UK Albums Chart)                | 5              |
| Suécia (Sverigetopplistan)                   | 10             |
| Suíça (Schweizer Hitparade)                  | 11             |
| Uruguai (CUD)                                | 7              |

| Tabela musical (1987)      | Posição |
| -------------------------- | ------- |
| Países Baixos (MegaCharts) | 75      |
| França (SNEP)              | 26      |
| Reino Unido (Gallup/OCC)   | 43      |

| Tabela musical (1988)                      | Posição |
| ------------------------------------------ | ------- |
| Canada (RPM)                               | 81      |
| Europa (European Top 100 Albums)           | 39      |
| Estados Unidos (Billboard 200)             | 82      |
| Estados Unidos (Hot Dance Music/Club Play) | 44      |

| Região                                                                                             | Certificação | Vendas    |
| -------------------------------------------------------------------------------------------------- | ------------ | --------- |
| Alemanha (BVMI)                                                                                    | Ouro         | 250,000^  |
| Argentina (CAPIF)                                                                                  | Ouro         | 30,000^   |
| Austrália (ARIA)                                                                                   | Platina      | 70,000^   |
| Brasil (Pro-Música Brasil)                                                                         | Ouro         | 248,250   |
| Espanha (PROMUSICAE)                                                                               | Platina      | 100,000^  |
| Estados Unidos (RIAA)                                                                              | Platina      | 1,500,000 |
| França (SNEP)                                                                                      | Platina      | 414,700   |
| Hong Kong (IFPI Hong Kong)                                                                         | Platina      | 20,000*   |
| Israel                                                                                             | —            | 15,000    |
| Itália                                                                                             | —            | 450,000   |
| Nova Zelândia (RIANZ)                                                                              | Platina      | 15,000^   |
| Países Baixos (NVPI)                                                                               | Platina      | 100,000^  |
| Singapura                                                                                          | —            | 25,000    |
| Reino Unido (BPI)                                                                                  | Platina      | 300,000^  |
| Suécia (GLF)                                                                                       | Ouro         | 50,000^   |
| Resumos                                                                                            |              |           |
| Mundo                                                                                              | —            | 5,000,000 |
| ^distribuições baseadas apenas na certificação *números de vendas baseados somente na certificação |              |           |